# カイゾン・コーテ
カイゾン・コーテ（英語: Kaizon Cote）は、『ペンタゴン式目標達成の技術』（幻冬舎）、『ペンタゴン式ハードワークでも折れない心のつくり方』（KADOKAWA）の著者。アメリカ国防総省、アメリカ空軍に在籍しつつ、Defense Development Concepts, LLC社において、 ペンタゴン式能力開発プログラム、語学教育プログラム、サイバーセキュリティープログラムの開発を行っている。

## 生い立ち
ワシントン大学に在籍中、アメリカ軍の将校を育成するROTCを経て将校として空軍に入隊。在軍中にアメリカ軍事大学院で修士課程を収め、 その直後にアメリカ国防総省国防情報システム局へ入局。国防総省でも保有率わずか1％というサイバーペシャリストのライセンスを新たに取得。現在そのエキスパートとして、空軍にも籍をおいている。

## 人物
もともと科学者を志していたが、父の死をきっかけに軍に入隊した。空軍時代には 北極に14か月住んでいたという珍しい経歴がある。来日した際に、BS日テレの『久米書店』に出演。壇蜜と対談した際、「今までの人生で出会った人の中で、一番スーパーマンに似ている」と言われた。

## 著書
- 『ペンタゴン式目標達成の技術（幻冬舎）』／2015年2月
- 『諜報員の英会話マスター術（講談社）』／2015年3月
- 『ペンタゴン式ハードワークでも折れない心のつくり方／2015年12月